# William Theed

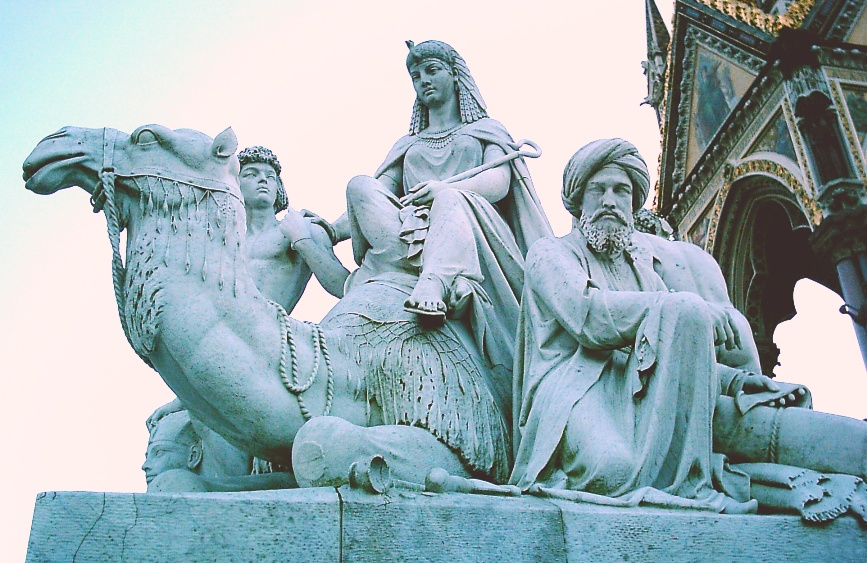
Afrique du groupe à l'Albert Memorial.

William Theed, aussi connu comme William Theed le jeune (1804 – 9 septembre 1891), est un sculpteur anglais, le fils du sculpteur et peintre William Theed l'aîné (1764-1817). Bien que polyvalent et éclectique dans ses œuvres, il s'est spécialisé dans le portrait et ses services ont été largement utilisés par la famille royale.

## Carrière
William Theed est né à Trentham, dans le Staffordshire. D'abord formé par son père, William Theed le jeune a travaillé pendant plusieurs années dans le studio du sculpteur EH Baily, et le 15 janvier 1820 il est admis aux Royal Academy Schools. En 1826, il se rend à Rome.
À Rome, William Theed est censé étudier sous le sculpteur danois Bertel Thorvaldsen et l'italien Pietro Tenerani, ainsi que John Gibson et Richard James Wyatt. Ici, il a travaillé dans le marbre de la création de statues et de bustes, y compris ceux du Duc de Lucques et du Prince et de la Princesse de Capoue. En 1844-5, après près de 20 ans à Rome, il reçoit une commande du Prince Albert, alors prince consort, qui avait demandé à John Gibson (devenu un ami proche de William Theed) de lui envoyer des études pour des statues destinées à Osborne House. Deux projets de William Theed ont été acceptés, Narcisse à la fontaine et Psyché se lamentant sur la perte de l'Amour, tous deux en marbre.

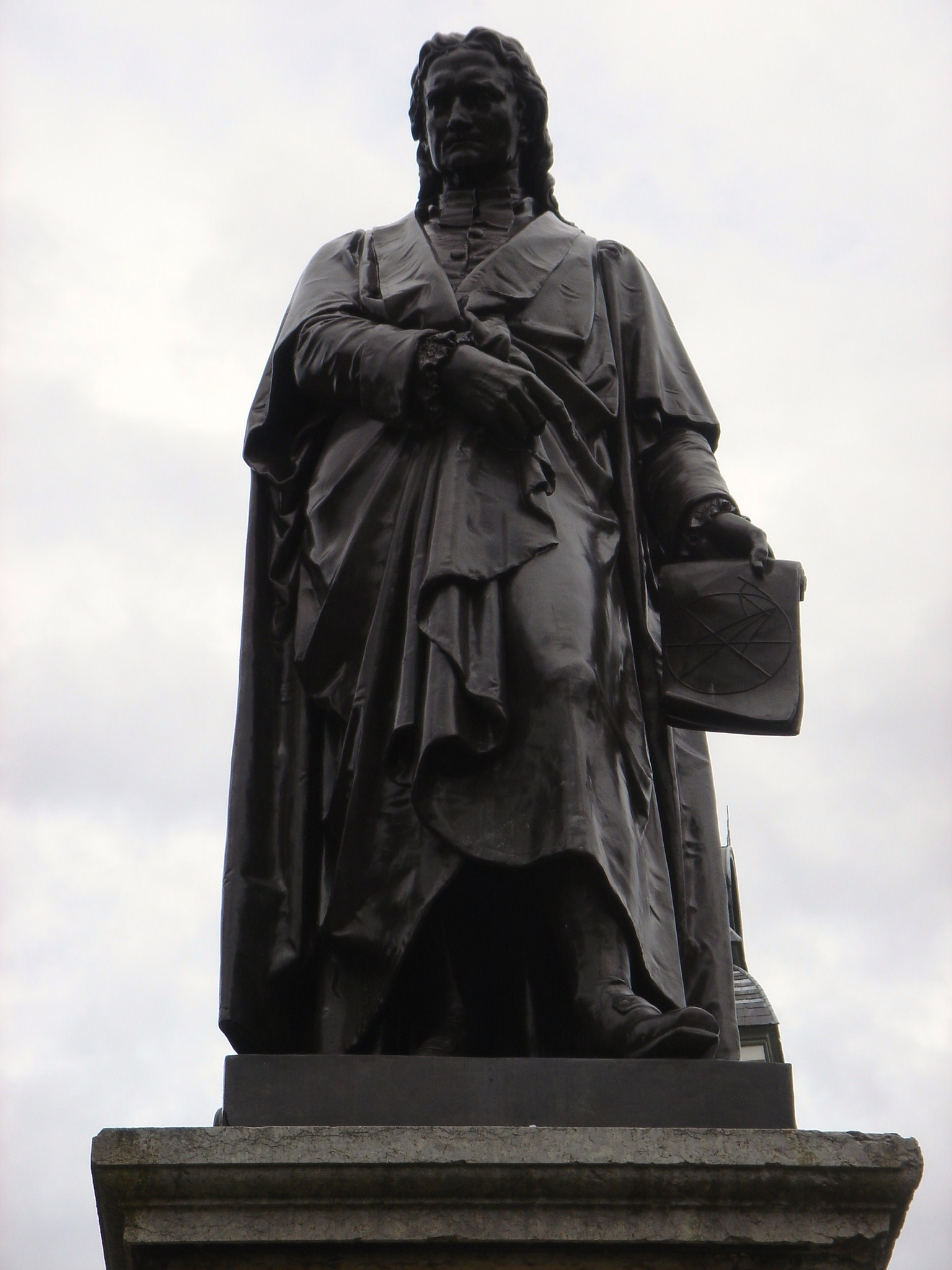
Sir Isaac Newton par William Theed, 1858, bronze ; Saint-Pierre Hill, Grantham

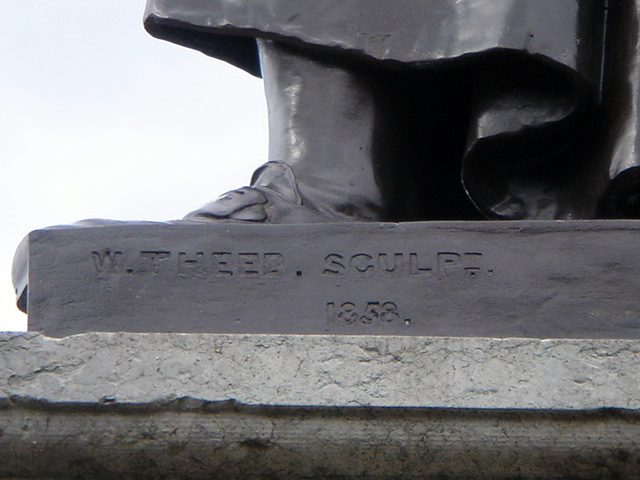
Sir Isaac Newton par William Theed ; détail. La signature du sculpteur ainsi que la date apparaissent à la base de la statue sur la gauche.

Theed retourne à Londres en 1848, et bientôt connaît une très grande réussite professionnelle. On sait qu'il épouse, dans cette période, une femme nommée Marie dont il a un fils, Edward, inscrits tous deux dans le recensement de 1881. En 1851, il expose trois pièces à la Grande Exposition, dont la plus notable est un marbre, le Retour de l'enfant prodigue, une pièce grandeur nature, minutieusement sculptée. A Londres, il réalise plusieurs œuvres pour le prince consort, dont une série de reliefs mythologiques pour les salles de réception du Palais de Buckingham. Une autre commande remarquable pour la famille royale consiste en une série de douze bas-reliefs illustrant des scènes de l'histoire des Tudors, cette fois de bronze, fondus pour la chambre du Prince dans le Palais de Westminster.

### Portrait de la sculpture
L'aspect le plus important de la production de William Theed, cependant, est le portrait, pour lequel il reçoit des commandes de  grandes statues commémoratives. Les plus notables sont :
- Sir Isaac Newton, un bronze (1858), qui est à St. Peter's Hill  à Grantham
- Henry Hallam, un marbre (1862), dans la Cathédrale St-Paul
- Sir Herbert Benjamin Edwardes, un marbre (1868) dans l'Abbaye de Westminster
- John Dalton, un bronze (1855) à l'extérieur de l'Université Métropolitaine de Manchester

Pour la Famille Royale, il a produit des bustes de :
- Victoria Marie-Louise, Duchesse de Kent, en marbre (1861)
- Le prince Albert, marbre (1862)
- La reine Victoria, en bronze (1864)

Après avoir été désigné par la reine Victoria pour réaliser le masque mortuaire du Prince en 1861, il a continué à produire plusieurs statues commémoratives remarquables, y compris celles du Château de Balmoral.

#### Double portrait de la Reine Victoria et du Prince Albert
Il a aussi réalisé une sculpture de la reine Victoria et du prince Albert, dont une copie est à la National Portrait Gallery, à Londres, tandis que l'original est conservé dans la Collection royale du Frogmore Mausoleum.
Le descriptif du cartel à côté de la copie de la National Portrait Gallery précise :
"La reine Victoria et le prince Albert revêtus du costume anglo-saxons. Apparemment, invité par une suggestion de Victoria, la Princesse de Prusse' (Victoria, Princesse Royale) "cette sculpture est pensée pour symboliser les liens entre les peuples allemand et de anglais, depuis les temps anglo-saxons jusqu'au mariage du couple royal. Par William Theed (1804-1891). Plâtre, d'après un marbre exécuté en 1863-1867. Prêté par sa majesté la Reine."
Sur la plinthe de l'original de William Theed dans la collection royale apparaît une seule ligne (sans mention de source) du poème "Le Village abandonné" d'Oliver Goldsmith (l.170) : ...Ainsi, soulager les malheureux était sa fierté, / Et même ses maigres échecs venaient de la Vertu ; / Mais dans son devoir prompt à chaque appel, / Il a observé et pleuré, il a prié et ressenti, pour tous. / Et, comme un oiseau de chaque fond d'affection tente / Pour lancer sa nouvelle progéniture prête à s'élancer vers le ciel, / Il a essayé de chaque art, reproché chaque terne retard, / SÉDUIT DE LUMINEUX MONDES, ET A MONTRE LA VOIE. (capitales ajoutées, comme dans l'inscription)
L'article biographique de Martin Greenwood mentionne que cette sculpture, qui avait été achevée pour la Reine, est également connue comme "La Séparation".

## Mort
Theed a exposé plus de quatre-vingts œuvres à la Royal Academy entre 1824 et 1885, et à partir des années 1840, il a bénéficié du vaste patronage de la famille royale anglaise. Il meurt de vieillesse, le 9 septembre 1891, à son domicile de Campden Lodge, Campden Hill, Kensington, à Londres, avec une fortune de 40 751£.

## Récompenses
- 1820 Palette d'argent de la Société des Arts pour une représentation d'Hercule
- 1822 Médaille d'argent des Royal Academy Schools
- 1822 Médaille d'argent d'Isis de la Society of Arts